# Saint-Gervazy
Saint-Gervazy – miejscowość i gmina we Francji, w regionie Owernia-Rodan-Alpy, w departamencie Puy-de-Dôme.
Według danych na rok 1990 gminę zamieszkiwały 264 osoby, a gęstość zaludnienia wynosiła 19 osób/km² (wśród 1310 gmin Owernii Saint-Gervazy plasuje się na 588. miejscu pod względem liczby ludności, natomiast pod względem powierzchni na miejscu 667.).